# Freelang
El sitio FREELANG permite la consulta en línea y la descarga de diccionarios bilingües para Windows. Fue fundado en 1997 por Beaumont.
FREELANG es gratis pero tiene copyright de los autores, no por que sea distribuido gratis tiene que ser de Licencia de Documentación Libre GNU, es un diccionario que puede ser colaborativo.